# كيرا فاسيليكي

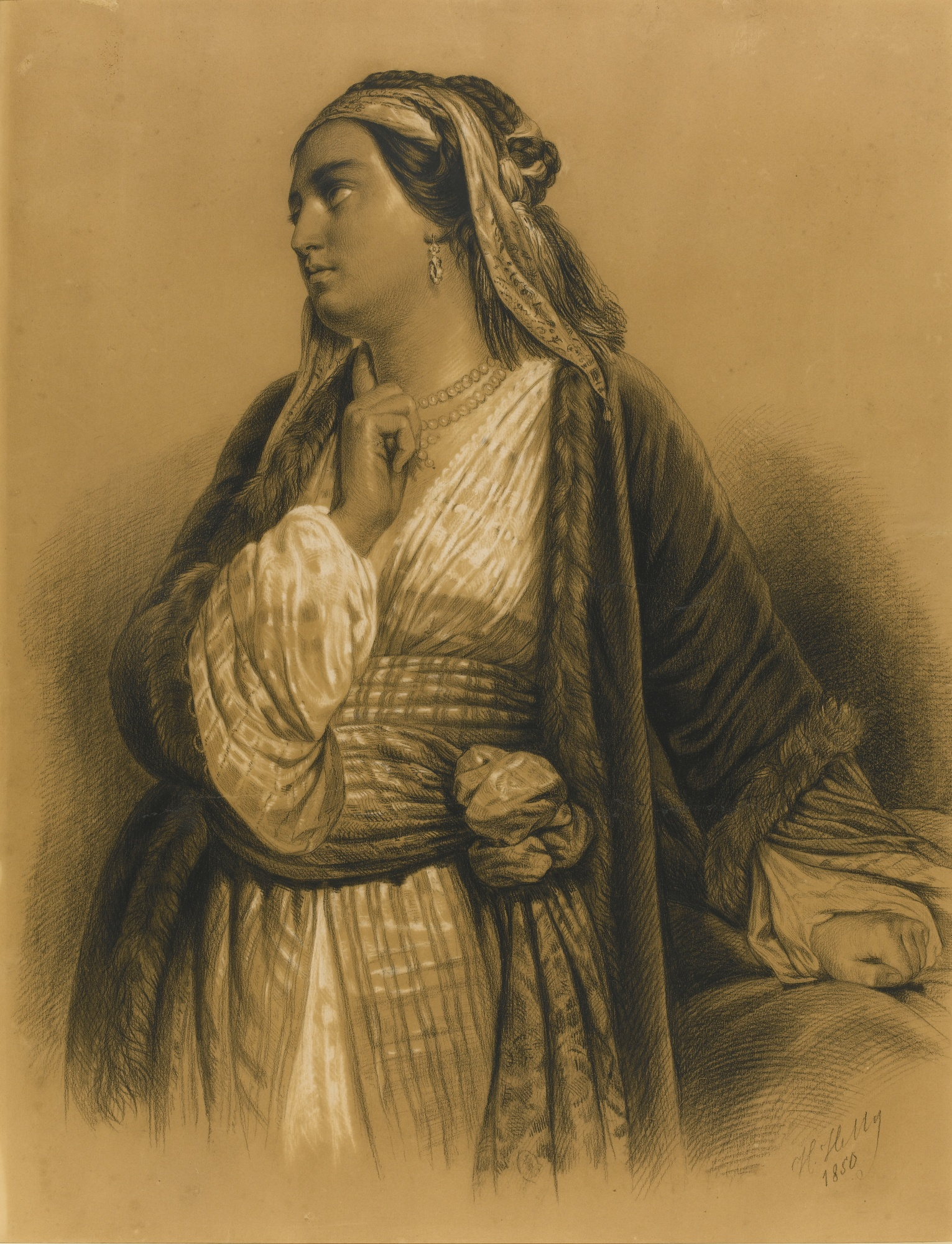
بورتريه لكيرا فاسيلكي عام 1850

فاسيليكي كونتاكسي، الملقبة بكيرا فاسيليكي
(بالإنجليزية: Kyra Vassiliki) (وباليونانية: Κυρά Βασιλική، وتعني السيدة فاسيليكي، من مواليد عام 1789 - والمُتوفاة في عام 1834) هي امرأة يونانية مؤثرة نشأت في سراي الحاكم العثماني علي باشا الالباني.

## حياتها

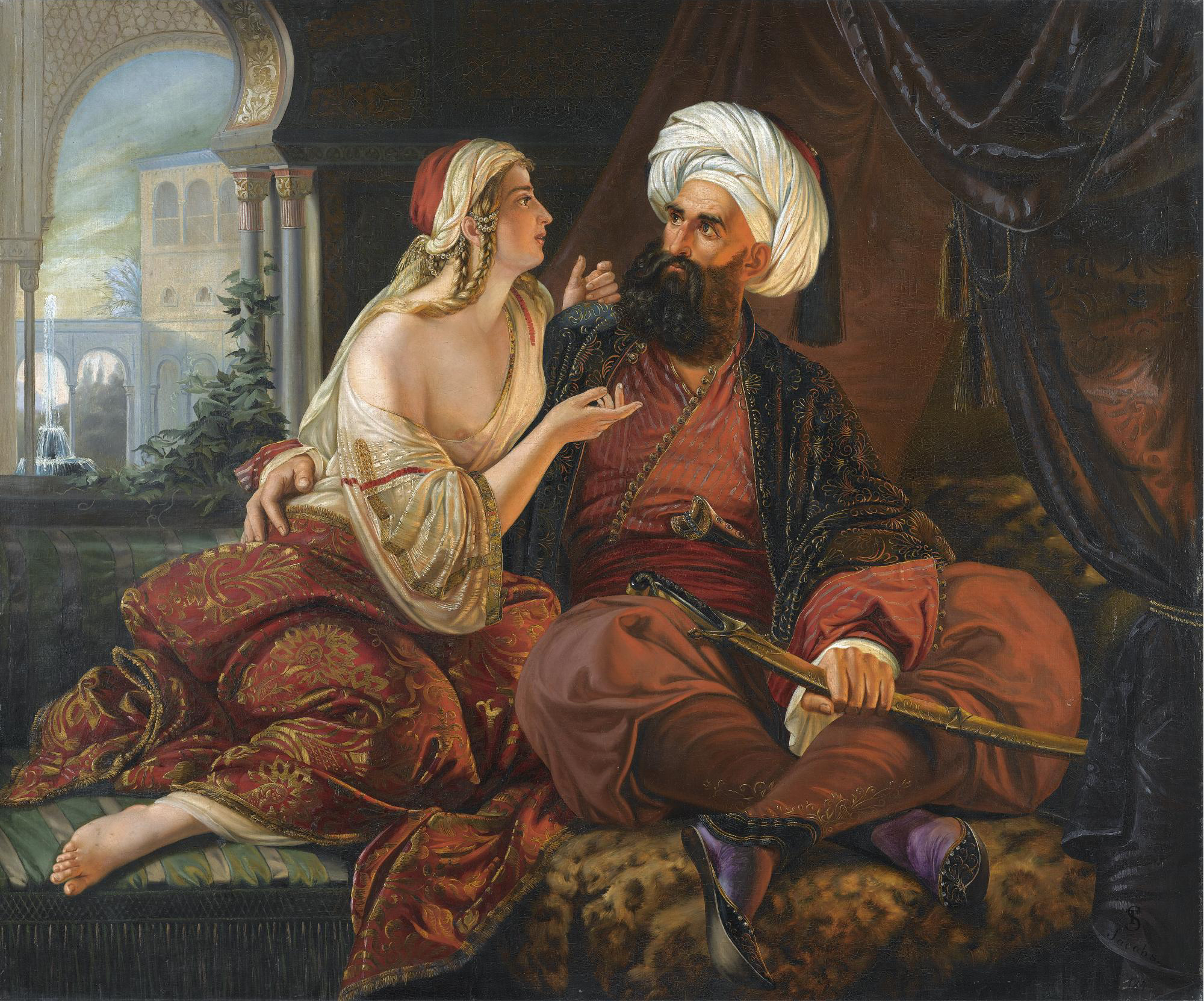
كيرا فاسيلكي وعلي باشا ،1844

وُلدت فاسيليكي كونتاكسي في فيلياتيس اليونانية في ثيسبروتيا. سعت كيرا في سن الثانية عشرة إلى حضور بلاط الحاكم العثماني المحلي علي باشا للتوسط من أجل الإبقاء على حياة والدها. بعد أن استطاعت الحصول على عفو لوالدها، تزوج علي باشا من فاسيليكي عام 1808 وانضمت إلى حريمه. سمح علي باشا لكيرا بممارسة طقوس دينها المسيحي. ربما تم الاتصال بها من قبل المنظمة الوطنية اليونانية خلال هذه الفترة التي قامت فيها بعدد من المبادرات الخيرية. وفي 1819-1820 مولت عددًا من أعمال الترميم في جبل آثوس.
في يناير 1822، خلال المرحلة الأخيرة من حصار قوات السلطان العثماني ليوانينا، هربت فاسيليكي مع علي باشا وحارسه الخاص إلى جزيرة يوانينا. تم إعدام علي باشا هناك في 22 يناير على يد وفد عثماني، بعد أن تم إعلانه خارج عن طاعة السلطان العثماني. أودعت فاسيليكي كسجينة في العاصمة العثمانية القسطنطينية بعد إعدام علي باشا، ثم تم العفو عنها في وقت لاحق وعادت إلى اليونان التي حصلت على استقلالها في هذه الأثناء بعد حرب الاستقلال اليونانية (1821–30). وفي عام 1830 ، أعطت الدولة اليونانية فاسيلكي برجًا من القرون الوسطى في (كاتوكي، حيث عاشت بقية حياتها. تُوفيت فاسيلكي بسبب الزحار في عام 1834.

## في الفن والأدب
اشترت نيكولاوس كونستانتينيديس في عام 1895 محفظة فاسيليكي المخملية المطلية بالذهب بمبلغ قدره 25 دراخمة. تم تصوير فاسيليكي من قبل فنانين مختلفين، كما تم ذكرها باختصار في عدد من روايات القرن التاسع عشر مثل رواية ألكسندر دوما "الكونت دي مونت كريستو"، والمؤلف الإنجليزي ريتشارد أ. دافنبورت في كتابه حياة علي باشا الألباني.